# Khánh Phú, Khánh Vĩnh
Khánh Phú là một xã thuộc huyện Khánh Vĩnh, tỉnh Khánh Hòa, Việt Nam.
Xã Khánh Phú có diện tích 157.02 km², dân số năm 1999 là 1890 người, mật độ dân số đạt 12 người/km².